# Federico Maraschi
Federico Maximiliano Maraschi (Río Cuarto, 5 de enero de 1985-San Carlos de Bolívar, 20 de abril de 2023), apodado Bicho por su pasado en las inferiores del Club Argentinos Juniors, fue un futbolista argentino que jugó como volante ofensivo y delantero.

## Biografía
Federico Maraschi nació el 5 de enero de 1985 en Río Cuarto y debutó en Almirante Brown de Isidro Casanova en 2006. Es recordado por convertir el gol a los 44 minutos del segundo tiempo frente a Morón en 2007, partido disputado en el Estadio Ciudad de Lanús, el cual finalizó 1-0 y le permitió ascender a la Primera B Nacional una fecha después.
A principios de 2023, había fichado como jugador libre en el Club Ciudad de Bolívar para disputar el Torneo Federal A, tercera categoría del fútbol nacional.
Jugó además en Barracas Central, Defensores de Belgrano, Atlanta, Estudiantes de Caseros, Deportivo Merlo y Cañuelas.
A lo largo de su carrera, disputó un total de 359 partidos y convirtió 51 goles en cinco categorías distintas: Primera División, Nacional B, Primera B, Primera C y Federal A.

## Muerte
El 20 de abril de 2023, sus compañeros pasaron a buscarlo por su domicilio para ir al entrenamiento y, al no recibir respuesta, dieron parte a los dirigentes del club quienes solicitaron la asistencia del SAME. Fue allí cuando lo hallaron sin vida en su departamento de la ciudad de San Carlos de Bolívar. Algunos medios que en principio difundieron la noticia desconocieron las causas de su muerte, otros especularon sobre la posibilidad de un suicidio, en tanto que restantes confirmaron dicha hipótesis informando que el futbolista se habría ahorcado. Asimismo el caso fue caratulado por la Justicia como «averiguación de causales de muerte».